# Route nationale 2249
Die Route nationale 2249, kurz N 2249 oder RN 2249, war eine französische Nationalstraße, die übergangsweise an die Stelle der Route nationale 249 trat.

## Streckenverlauf
Von 2002 bis 2014 repräsentierte die N 2249 ein Teilstück der südlichen Umgehungsstraße der Stadt Cholet. Sie war eine Vorleistung für den Verlauf der späteren Route nationale 249. Sie begann bei der Anschlussstelle 27 Poitiers, Nantes, Niort, Mauléon der Autoroute A87 im Gemeindegebiet von Cholet. Von der Anschlussstelle der Autoroute führt die Strecke über einen Kreisel mit der Route départementale 752 auf den heutigen Verlauf der N 249 bei deren Anschlussstelle 11. Die Strecke verläuft sodann etwa zwei Kilometer in nordwestlicher Richtung bis zur Anschlussstelle 10 mit der Route départementale 160.
Mit dem Ausbau zu zwei Fahrspuren in jede Fahrtrichtung wurde die Strecke 2014 in die N 249 überführt.